# IJsland op de Olympische Zomerspelen 1936
IJsland nam deel aan de Olympische Zomerspelen 1936 in Berlijn, Duitsland. Na 1912 was het pas de tweede deelname. Er werden geen medailles gewonnen.

## Deelnemers en resultaten

### Atletiek
| Olympiër            | Discipline             | Resultaat | Prestatie                      |
| ------------------- | ---------------------- | --------- | ------------------------------ |
| Sveinn Ingvarsson   | 100m (m)               | series    | serie 6: 5de                   |
| Sigurður Sigurðsson | hink-stap-springen (m) | 22e       | 13,58m                         |
| Sigurður Sigurðsson | hoogspringen (m)       | series    | kwalificatie: 23ste met 1,80m  |
| Kristján Vattnes    | speerwerpen (m)        | 22e       | kwalificatie: 22ste met 52,00m |
| Karl Vilmundarson   | tienkamp (m)           | DNF       | niet gefinisht                 |

### Waterpolo
| Olympiër | Discipline | Resultaat | Prestatie                                                                    |
| --- | ---------- | --------- | ---------------------------------------------------------------------------- |
| Jón Ingi Guðmundsson Þórður Guðmundsson Jónas Halldórsson Þorsteinn Hjálmarsson Jón Jónsson Stefán Jónsson Magnús Pálsson Úlfar Þórðarson | mannen     | 13e       | groep D: 4de V van Oostenrijk: 0-6 V van Zweden: 0-11 V van Zwitserland: 1-7 |

| Groep D |             |             |             |             |             |            |            |            |        |
| #       | Land        | Wedstrijden | Wedstrijden | Wedstrijden | Wedstrijden | Doelpunten | Doelpunten | Doelpunten | Punten |
| #       | Land        | G           | W           | G           | V           | V          | T          | Saldo      | Punten |
| 1       | Oostenrijk  | 3           | 3           | 0           | 0           | 17         | 1          | +16        | 6      |
| 2       | Zweden      | 3           | 2           | 0           | 1           | 18         | 2          | +16        | 4      |
| 3       | Zwitserland | 3           | 1           | 0           | 2           | 7          | 16         | -9         | 2      |
| 4       | IJsland     | 3           | 0           | 0           | 3           | 1          | 24         | -23        | 0      |

| Ronde      | Plaats  | Land | Score       | Land |
| ---------- | ------- | ---- | ----------- | ---- |
| Groepsfase |         |      |             |      |
| Berlijn    | IJsland | 0-6  | Oostenrijk  |      |
| Berlijn    | IJsland | 0-11 | Zweden      |      |
| Berlijn    | IJsland | 1-7  | Zwitserland |      |

Afghanistan · Argentinië · Australië · België · Bermuda · Bolivia · Brazilië · Brits-Indië · Bulgarije · Canada · Chili · Colombia · Costa Rica · Denemarken · Duitsland · Egypte · Estland · Filipijnen · Finland · Frankrijk · Griekenland · Groot-Brittannië · Hongarije · IJsland · Italië · Japan · Joegoslavië · Letland · Liechtenstein · Luxemburg · Malta · Mexico · Monaco · Nederland · Nieuw-Zeeland · Noorwegen · Oostenrijk · Peru · Polen · Portugal · Republiek China · Roemenië · Tsjecho-Slowakije · Turkije · Uruguay · Verenigde Staten · Zuid-Afrika · Zweden · Zwitserland